# Mirandela
Mirandela é uma cidade portuguesa localizada na sub-região das Terras de Trás-os-Montes, pertencendo à região do Norte e ao Distrito de Bragança. 
É sede do município de Mirandela que tem uma área total de 658,96 km2, 21.384 habitantes em 2021 e uma densidade populacional de 32 habitantes por km2, subdividido em 30 freguesias. O município é limitado a norte pelo município de Vinhais, a leste por Macedo de Cavaleiros, a sudeste por Alfândega da Fé, a sul por Vila Flor, a sudoeste por Carrazeda de Ansiães e por Murça e a oeste por Valpaços.

## Geografia

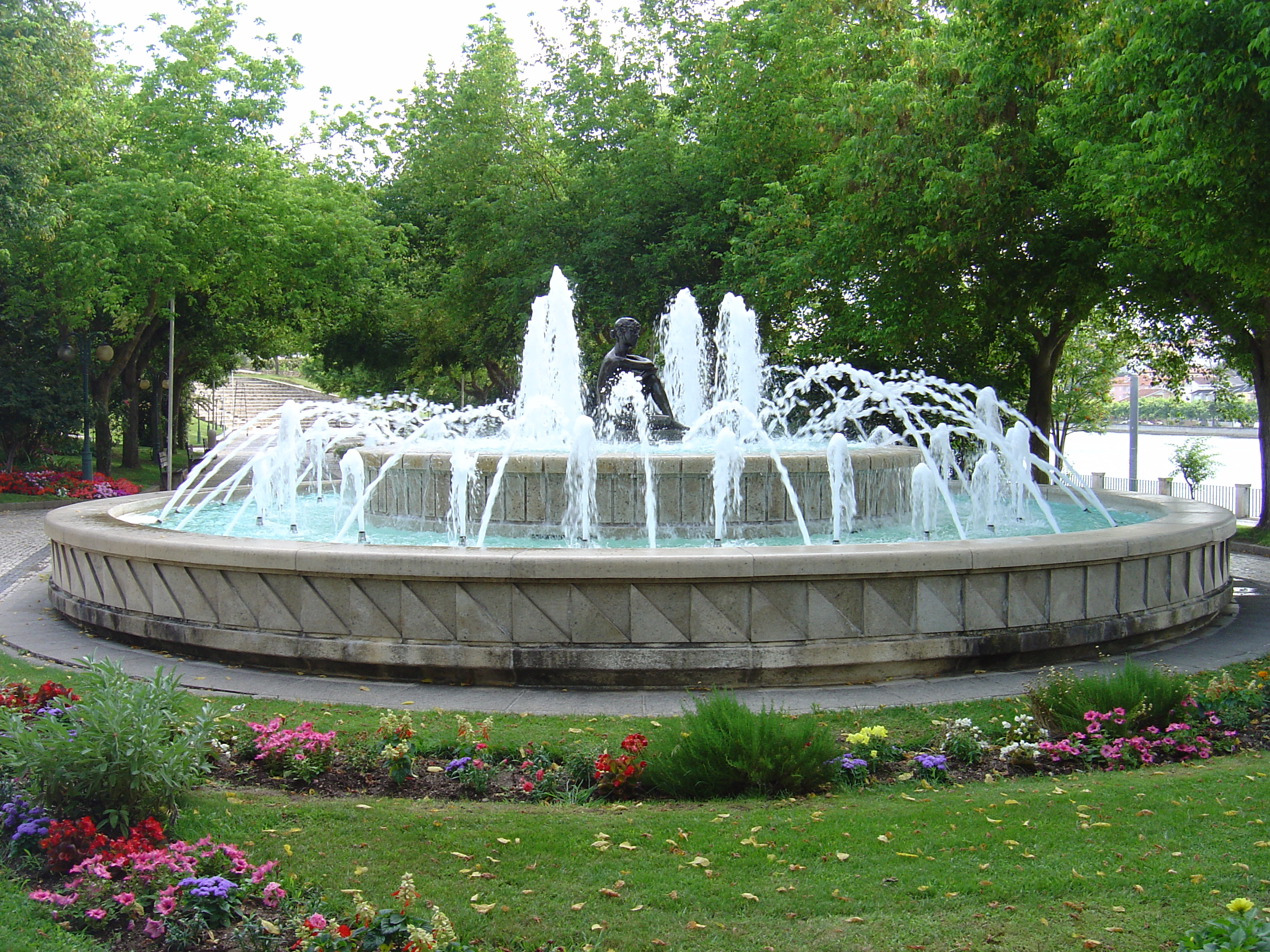
Mirandela é chamada de Princesa do Tua, sendo esse o nome deste fontanário.

A cidade de Mirandela localiza-se no Vale do Rio Tua, numa zona aplanada de solos muito férteis onde se cultivam oliveiras. À sua volta, encontram-se muitos montes e, por essas razões, em Mirandela verifica-se um microclima caracterizado por Verões abafados e quentes, que lhe dão a alcunha de Terra Quente Transmontana.
A cidade encontra-se a uma altitude de 210 metros a 280 metros. O solo de Mirandela é predominantemente xistoso (constituído por xisto).

## História
Caladunum era o antigo nome da actual cidade  de Mirandela.
O rei Dom Afonso III deu à localidade de Mirandela a carta de foral a 25 de Maio de 1250. Foi elevada a cidade a 16 de Maio de 1984.
A 29 de Março de 1919, a então Vila de Mirandela foi feita Oficial da Ordem Militar da Torre e Espada, do Valor, Lealdade e Mérito.

## Freguesias

Freguesias do município de Mirandela.

Com a reorganização administrativa do território das freguesias de 2013, as freguesias de Mirandela passaram de 37 para 30. São elas:
| - Abambres - Abreiro - Aguieiras - Alvites - Avantos e Romeu - Avidagos, Navalho e Pereira - Barcel, Marmelos e Valverde da Gestosa - Bouça - Cabanelas - Caravelas - Carvalhais - Cedães - Cobro - Fradizela - Franco e Vila Boa | - Frechas - Freixeda e Vila Verde - Lamas de Orelhão - Mascarenhas - Mirandela - Múrias - Passos - São Pedro Velho - São Salvador - Suçães - Torre de Dona Chama - Vale de Asnes - Vale de Gouvinhas - Vale de Salgueiro - Vale de Telhas |

Antigas freguesias de Mirandela, extintas em 2013:
| - Avantos - Avidagos - Barcel | - Franco - Freixeda - Marmelos | - Navalho - Pereira - Romeu | - Valverde da Gestosa - Vila Boa - Vila Verde |  |

### Outras Aldeias pertencendo às várias freguesias
- Aguieira (Aguieiras)
- Açoreira (Alvites)
- Bronceda (Mirandela)
- Burrica (Carvalhais)
- Cachão (Frechas)
- Carvalhal (Avidagos)
- Casario (Aguieiras)
- Cedainhos (Vale de Asnes)
- Chairos/Corriça (Aguieiras)
- Chelas (Cabanelas)
- Cimo de Vila (Aguieiras)
- Contins (Carvalhais)
- Couços (Múrias)
- Cruzamento da Bouça (Bouça)
- Eivados (Suçães)
- Eixes (Suçães)
- Ervideira (São Pedro Velho)
- Ferradosa (Bouça)
- Fonte da Urze (Lamas de Orelhão)
- Fonte Maria Gins (Aguieiras)
- Freixedinha (Mirandela)
- Gandariças (Múrias)
- Guide (Torre de Dona Chama)
- Guribanes (Mascarenhas)
- Lamas de Cavalo (Alvites)
- Longra (Barcel)
- Milhais (Abreiro)
- Miradeses (Vale de Salgueiro)
- Mosteiró (Torre de Dona Chama)
- Pádua-Freixo (Aguieiras)
- Pai Torto (Suçães)
- Palorca (Avidagos)
- Paradela (Mascarenhas)
- Pousadas (Avantos)
- Quintas (Vale de Gouvinhas)
- Rego de Vide (Cobro)
- Regodeiro (Múrias)
- Ribeirinha (Fradizela)
- São Pedro de Vale do Conde (Marmelos)
- Soutilha (Aguieiras)
- Valbom dos Figos (Mascarenhas)
- Valbom Pitez (Vale de Gouvinhas)
- Vale da Sancha (Frechas)
- Vale de Couce (Romeu)
- Vale de Juncal (Abambres)
- Vale de Lagoa (Alvites)
- Vale de Lobo (Cedães)
- Vale de Madeiro (Mirandela)
- Vale de Maior (Vale de Gouvinhas)
- Vale de Martinho (Abambres)
- Vale de Pereiro (Mascarenhas)
- Vale de Prados (Múrias)
- Valongo das Meadas (Cabanelas)
- Vila Nova das Patas (Carvalhais)
- Vila Verdinho (Cedães)
- Vilar de Ledra (Carvalhais)
- Vilar de Ouro (São Pedro Velho)
- Vilares (Torre de Dona Chama)
- Vimieiro (Romeu)

|}

## Evolução da População do Município
| Número de habitantes | Número de habitantes | Número de habitantes | Número de habitantes | Número de habitantes | Número de habitantes | Número de habitantes | Número de habitantes | Número de habitantes | Número de habitantes | Número de habitantes | Número de habitantes | Número de habitantes | Número de habitantes | Número de habitantes | Número de habitantes |
| -------------------- | -------------------- | -------------------- | -------------------- | -------------------- | -------------------- | -------------------- | -------------------- | -------------------- | -------------------- | -------------------- | -------------------- | -------------------- | -------------------- | -------------------- | -------------------- |
| 1864                 | 1878                 | 1890                 | 1900                 | 1911                 | 1920                 | 1930                 | 1940                 | 1950                 | 1960                 | 1970                 | 1981                 | 1991                 | 2001                 | 2011                 | 2021                 |
| 18 064               | 19 359               | 19 816               | 20 789               | 22 063               | 17 931               | 23 007               | 27 508               | 31 131               | 29 912               | 24 139               | 28 879               | 25 209               | 25 819               | 23 850               | 21 384               |

(Obs.: Número de habitantes "residentes", ou seja, que tinham a residência oficial neste município à data em que os censos  se realizaram.)	
| Número de habitantes por Grupo Etário | Número de habitantes por Grupo Etário | Número de habitantes por Grupo Etário | Número de habitantes por Grupo Etário | Número de habitantes por Grupo Etário | Número de habitantes por Grupo Etário | Número de habitantes por Grupo Etário | Número de habitantes por Grupo Etário | Número de habitantes por Grupo Etário | Número de habitantes por Grupo Etário | Número de habitantes por Grupo Etário | Número de habitantes por Grupo Etário | Número de habitantes por Grupo Etário | Número de habitantes por Grupo Etário |
| ------------------------------------- | ------------------------------------- | ------------------------------------- | ------------------------------------- | ------------------------------------- | ------------------------------------- | ------------------------------------- | ------------------------------------- | ------------------------------------- | ------------------------------------- | ------------------------------------- | ------------------------------------- | ------------------------------------- | ------------------------------------- |
|                                       | 1900                                  | 1911                                  | 1920                                  | 1930                                  | 1940                                  | 1950                                  | 1960                                  | 1970                                  | 1981                                  | 1991                                  | 2001                                  | 2011                                  | 2021                                  |
| 0-14 Anos                             | 7 297                                 | 8 141                                 | 6 376                                 | 8 054                                 | 10 014                                | 10 783                                | 10 178                                | 8 040                                 | 7 984                                 | 5 287                                 | 3 952                                 | 2 896                                 | 2 159                                 |
| 15-24 Anos                            | 3 794                                 | 3 765                                 | 3 293                                 | 4 101                                 | 4 831                                 | 5 801                                 | 5 111                                 | 4 390                                 | 5 123                                 | 3 930                                 | 3 698                                 | 2 571                                 | 1 969                                 |
| 25-64 Anos                            | 8 927                                 | 9 111                                 | 7 304                                 | 9 271                                 | 10 909                                | 12 618                                | 12 709                                | 10 440                                | 12 295                                | 12 055                                | 12 999                                | 12 367                                | 10 387                                |
| = ou > 65 Anos                        | 820                                   | 981                                   | 874                                   | 1 246                                 | 1 504                                 | 1 676                                 | 1 914                                 | 2 360                                 | 3 477                                 | 3 937                                 | 5 170                                 | 6 016                                 | 6 869                                 |

(Obs: De 1900 a 1950 os dados referem-se à população "de facto", ou seja, que estava presente no município à data em que os censos se realizaram. Daí que se registem algumas diferenças relativamente à designada população residente)

## Política

### Eleições autárquicas[12]
| Data | %      | V      | %       | V       | %     | V     | %            | V            | %              | V         | %              | V   | %   | V   | %  | V  | %  | V  | Participação |                |
| Data | CDS-PP | CDS-PP | PPD/PSD | PPD/PSD | PS    | PS    | FEPU/APU/CDU | FEPU/APU/CDU | PCTP/MRPP      | PCTP/MRPP | PRD            | PRD | PSN | PSN | BE | BE | CH | CH | Participação |                |
| ---- | ------ | ------ | ------- | ------- | ----- | ----- | ------------ | ------------ | -------------- | --------- | -------------- | --- | --- | --- | -- | -- | -- | -- | ------------ | -------------- |
| Data | 1976   | 31,67  | 3       | 29,96   | 2     | 26,07 | 2            | 7,56         | -              |           |                |     |     |     |    |    |    |    |              | 58,71 / 100,00 |
| 1979 | 21,27  | 2      | 48,34   | 4       | 16,20 | 1     | 10,43        | -            | 0,62           | -         | 70,77 / 100,00 |     |     |     |    |    |    |    |              |                |
| 1982 | 29,79  | 2      | 40,70   | 4       | 16,69 | 1     | 7,96         | -            |                |           | 69,94 / 100,00 |     |     |     |    |    |    |    |              |                |
| 1985 | 26,33  | 2      | 44,92   | 4       | 12,21 | 1     | 5,90         | -            | 7,06           | -         | 61,92 / 100,00 |     |     |     |    |    |    |    |              |                |
| 1989 | 46,36  | 4      | 31,72   | 2       | 14,17 | 1     | 3,91         | -            |                |           | 64,43 / 100,00 |     |     |     |    |    |    |    |              |                |
| 1993 | 10,53  | -      | 67,31   | 6       | 14,24 | 1     | 3,16         | -            | 65,95 / 100,00 |           |                |     |     |     |    |    |    |    |              |                |
| 1997 | 25,80  | 2      | 45,27   | 4       | 21,57 | 1     | 2,42         | -            | 1,67           | -         | 64,57 / 100,00 |     |     |     |    |    |    |    |              |                |
| 2001 | 39,00  | 3      | 41,27   | 3       | 13,66 | 1     | 2,19         | -            |                |           | 66,19 / 100,00 |     |     |     |    |    |    |    |              |                |
| 2005 | 35,87  | 3      | 47,22   | 4       | 10,92 | -     | 2,36         | -            | 65,40 / 100,00 |           |                |     |     |     |    |    |    |    |              |                |
| 2009 | 16,60  | 1      | 52,87   | 4       | 25,25 | 2     | 1,82         | -            | 0,91           | -         | 63,73 / 100,00 |     |     |     |    |    |    |    |              |                |
| 2013 | 19,40  | 1      | 48,18   | 4       | 21,22 | 2     | 3,41         | -            | 1,52           | -         | 53,46 / 100,00 |     |     |     |    |    |    |    |              |                |
| 2017 | 5,42   | -      | 41,44   | 3       | 47,27 | 4     | 1,88         | -            |                |           | 60,11 / 100,00 |     |     |     |    |    |    |    |              |                |
| 2021 | 7,91   | -      | 32,58   | 3       | 51,88 | 4     | 1,81         | -            | 2,40           | -         | 62,17 / 100,00 |     |     |     |    |    |    |    |              |                |

### Eleições legislativas
| Data | %     | %     | %     | %    | %     | %     | %       | %     | %     | %     | %    | %       | %   | % | %  | %  |
| Data | PSD   | PS    | CDS   | PCP  | UDP   | AD    | APU/CDU | FRS   | PRD   | PSN   | BE   | PSD CDS | PAN | L | CH | IL |
| ---- | ----- | ----- | ----- | ---- | ----- | ----- | ------- | ----- | ----- | ----- | ---- | ------- | --- | - | -- | -- |
| 1976 | 36,42 | 24,41 | 22,63 | 3,74 | 0,59  |       |         |       |       |       |      |         |     |   |    |    |
| 1979 | AD    | 22,02 | AD    | APU  | 1,33  | 60,02 | 6,98    |       |       |       |      |         |     |   |    |    |
| 1980 | AD    | FRS   | AD    | APU  | 0,79  | 62,36 | 6,72    | 22,53 |       |       |      |         |     |   |    |    |
| 1983 | 34,60 | 30,06 | 21,18 | APU  | 0,31  |       | 6,49    |       |       |       |      |         |     |   |    |    |
| 1985 | 38,22 | 19,53 | 18,42 | APU  | 0,77  | 6,95  | 8,86    |       |       |       |      |         |     |   |    |    |
| 1987 | 58,35 | 18,62 | 9,79  | CDU  | 0,58  | 4,36  | 1,74    |       |       |       |      |         |     |   |    |    |
| 1991 | 58,56 | 24,36 | 8,48  | CDU  |       | 3,15  | 0,60    | 1,11  |       |       |      |         |     |   |    |    |
| 1995 | 47,65 | 34,62 | 11,37 | CDU  | 0,36  | 3,01  |         |       |       |       |      |         |     |   |    |    |
| 1999 | 47,60 | 33,20 | 11,40 | CDU  |       | 3,79  | 0,32    | 0,76  |       |       |      |         |     |   |    |    |
| 2002 | 53,81 | 22,70 | 16,89 | CDU  | 2,82  |       | 0,74    |       |       |       |      |         |     |   |    |    |
| 2005 | 39,43 | 34,63 | 15,53 | CDU  | 3,50  | 2,41  |         |       |       |       |      |         |     |   |    |    |
| 2009 | 44,43 | 23,43 | 17,58 | CDU  | 3,24  | 6,79  |         |       |       |       |      |         |     |   |    |    |
| 2011 | 53,81 | 19,35 | 15,61 | CDU  | 3,46  | 2,76  |         |       |       |       |      |         |     |   |    |    |
| 2015 | CDS   | 28,25 | PSD   | CDU  | 4,40  | 6,13  | 53,23   | 0,57  | 0,43  |       |      |         |     |   |    |    |
| 2019 | 41,25 | 32,54 | 5,90  | CDU  | 3,48  | 6,37  |         | 1,58  | 0,44  | 1,08  | 0,45 |         |     |   |    |    |
| 2022 | 38,14 | 37,52 | 3,05  | CDU  | 2,14  | 2,26  | 0,60    | 0,38  | 11,49 | 1,64  |      |         |     |   |    |    |
| 2024 | AD    | 25,68 | AD    | CDU  | 38,72 | 1,75  | 2,12    | 0,95  | 0,98  | 22,58 | 1,99 |         |     |   |    |    |

### Clima
Mirandela possui um clima mediterrânico do tipo Csa, ou seja, com verões quentes. Dias com mais de 30 ºC são muito comuns, cerca de 68 por ano em média, e os verões são secos. Os invernos são frios e mais chuvosos, sendo que dias abaixo de 0 ºC ocorrem com frequência, cerca de 45 por ano.
| Dados climatológicos para Mirandela                                 | Dados climatológicos para Mirandela | Dados climatológicos para Mirandela | Dados climatológicos para Mirandela | Dados climatológicos para Mirandela | Dados climatológicos para Mirandela | Dados climatológicos para Mirandela | Dados climatológicos para Mirandela | Dados climatológicos para Mirandela | Dados climatológicos para Mirandela | Dados climatológicos para Mirandela | Dados climatológicos para Mirandela | Dados climatológicos para Mirandela | Dados climatológicos para Mirandela |
| Mês                                                                 | Jan                                 | Fev                                 | Mar                                 | Abr                                 | Mai                                 | Jun                                 | Jul                                 | Ago                                 | Set                                 | Out                                 | Nov                                 | Dez                                 | Ano                                 |
| ------------------------------------------------------------------- | ----------------------------------- | ----------------------------------- | ----------------------------------- | ----------------------------------- | ----------------------------------- | ----------------------------------- | ----------------------------------- | ----------------------------------- | ----------------------------------- | ----------------------------------- | ----------------------------------- | ----------------------------------- | ----------------------------------- |
| Temperatura máxima média (°C)                                       | 9,9                                 | 13,5                                | 17                                  | 18,8                                | 22,7                                | 27,9                                | 31,8                                | 31,8                                | 27,9                                | 21,1                                | 14,8                                | 11,3                                | 20,7                                |
| Temperatura média (°C)                                              | 5,5                                 | 7,9                                 | 10,4                                | 12,4                                | 15,9                                | 20,4                                | 23,7                                | 23,4                                | 20,3                                | 15                                  | 9,8                                 | 7,1                                 | 14,3                                |
| Temperatura mínima média (°C)                                       | 1,2                                 | 2,2                                 | 3,8                                 | 6,1                                 | 9,1                                 | 12,9                                | 15,6                                | 15                                  | 12,6                                | 8,7                                 | 4,7                                 | 2,9                                 | 7,9                                 |
| Precipitação (mm)                                                   | 59,2                                | 47                                  | 30,2                                | 44,4                                | 49,9                                | 31,7                                | 17,8                                | 13,4                                | 28,8                                | 60,3                                | 53,9                                | 72                                  | 508,6                               |
| Fonte: Instituto Português do Mar e da Atmosfera 14 de maio de 2020 |                                     |                                     |                                     |                                     |                                     |                                     |                                     |                                     |                                     |                                     |                                     |                                     |                                     |

## Património

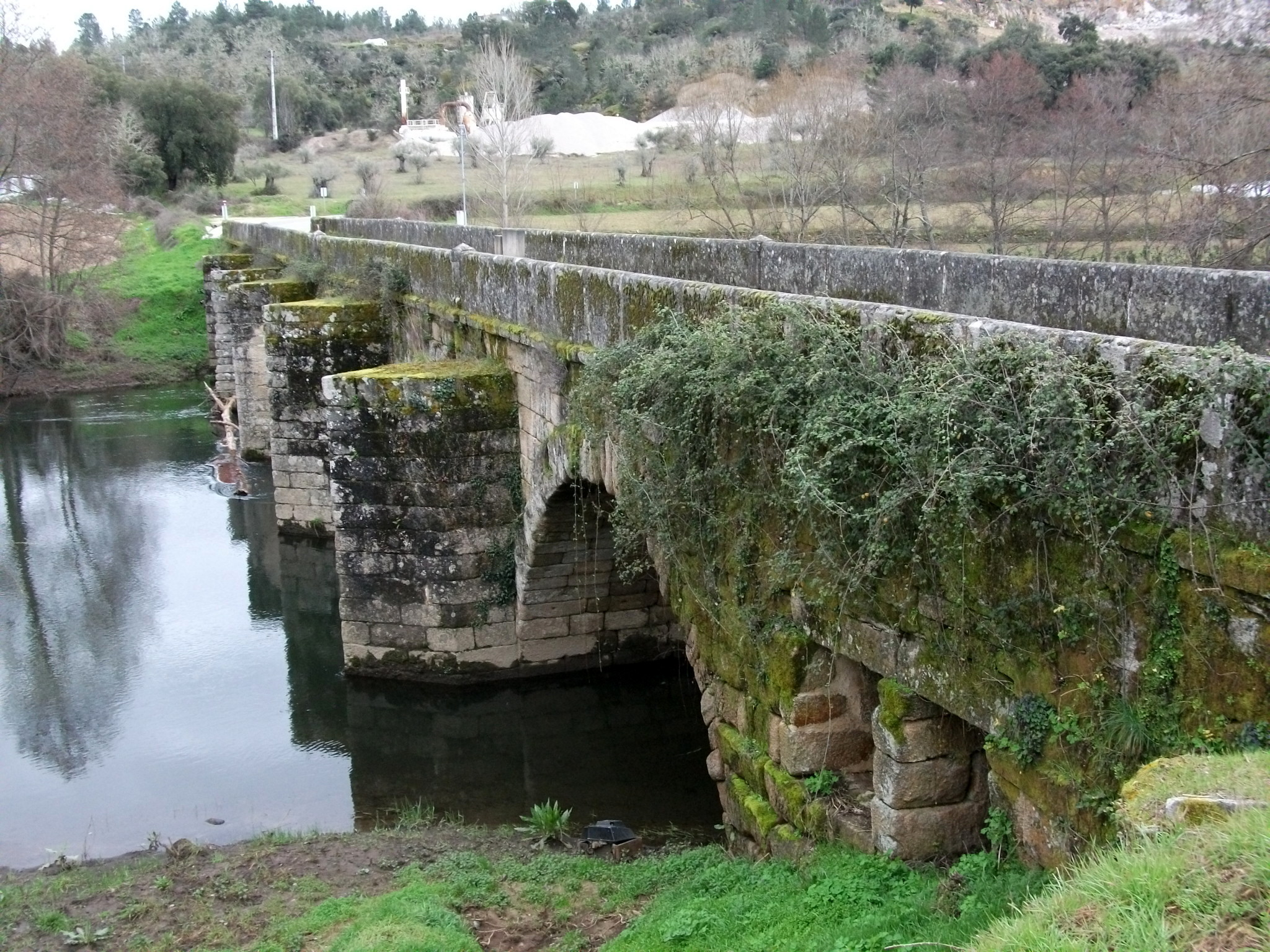
Ponte de pedra sobre o Tuela (MN)

### Natural
A Serra de Santa Comba é um marco incontornável no horizonte do município mirandelense, com três dos seus pontos mais altos.
O município de Mirandela é a atravessado pelos rios Rabaçal e Tuela que aqui formam o Rio Tua.

### Monumentos Nacionais
Mirandela tem duas construções classificadas, como Monumento Nacional:
- Ponte sobre o rio Tua
- Ponte de pedra sobre o rio Tuela ou Ponte Românica sobre o rio Tuela ou Ponte de Torre de Dona Chama

### Imóveis de Interesse Público

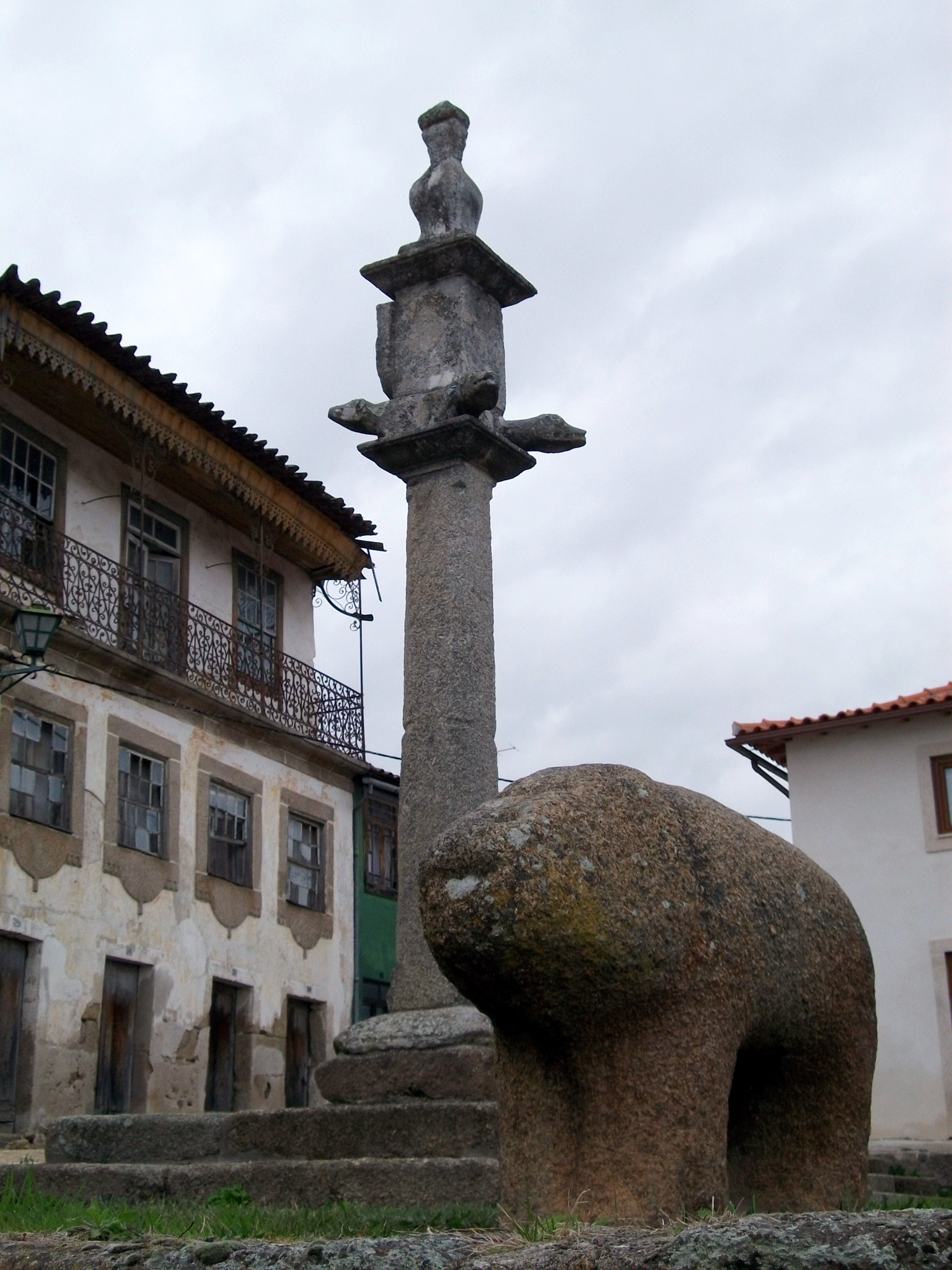
Pelourinho e Berroa de Torre Dona Chama.jpg (IPP)

Na Lista de património edificado em Mirandela encontramos ainda várias edificações com classificação de Imóvel de Interesse Público. Eis alguns exemplos:
- Pelourinhos: Abreiro, Frechas, Lamas de Orelhão, Mirandela e Torre de Dona Chama
- Igrejas: Igreja de São Tomé de Abambres, Igreja de Santo André de Avantos, Igreja da Misericórdia de Mirandela e a Igreja de Guide
- Ou ainda: Paço dos Távoras, Solar dos Condes de Vinhais, Castelo de Mirandela, Castro de São Juzenda, Abrigos rupestres do Regato das Bouças ou o Castro de São Brás em Torre de Dona Chama.

## Economia

### Produtos regionais protegidos
O município de Mirandela faz parte da área geográfica de alguns produtos com Denominação de Origem Protegida (DOP) ou Indicação Geográfica Protegida (IGP), tais como:
- Queijo de cabra transmontano (DOP)
- Queijo Terrincho (DOP)
- Carne de porco Bísaro Transmontano (DOP)[17][18]
- Butelo de Vinhais (IGP)
- Alheira de Vinhais (IGP)[17]
- Alheira de Mirandela (IG)[18]

## Ensino

### Agrupamentos de Escola
- Agrupamento de Escolas de Mirandela

### Ensino Superior
Em termos de Ensino Superior, Mirandela tem uma unidade orgânica do Instituto Politécnico de Bragança:
- Escola Superior de Comunicação, Administração e Turismo de Mirandela.

## Equipamentos

### Segurança

#### Quartéis de Bombeiros
- Bombeiros Voluntários de Mirandela
- Bombeiros de Torre de Dona Chama

#### Postos PSP
- Posto de Mirandela

#### Postos Territoriais GNR
- Posto Territorial de Mirandela
- Posto Territorial de Torre de Dona Chama

### Saúde

#### Hospitais
- Hospital Público de Mirandela
- Hospital Privado da Terra Quente, Mirandela

#### Centros de Saúde
- Centro de Saúde de Mirandela I
- Centro de Saúde de Mirandela II

## Desporto
Para além de sediar anualmente, durante o mês de Julho, o Campeonato Nacional e Europeu de Jet Ski, Mirandela também possui o clube "semi-profissional" de futebol mais antigo do distrito de Bragança, o Sport Clube de Mirandela e vários outros clubes de modalidades com alguma relevância como o Clube de Ténis de Mesa de Mirandela (CTM) e o Ginásio Clube Mirandelense (GCM) onde é treinador o lendário José Pina que se sagrou diversas vezes Campeão Mundial de Kickboxing.
Mirandela é uma cidade situada no interior mas que possui uma relação muito forte com o desporto, no município são praticadas 24 modalidades desportivas, o que demonstra bem o ecletismo existente, em muitas destas modalidades o município possui atletas que já representaram as selecções nacionais: Gilberto Gomes, Paulo Lopes, Eduardo dos Reis Carvalho, Rui Pires (Futebol), João Geraldo e Rita Fins (Ténis de Mesa), Sónia Pereira e José Alonso (Kickboxing), David e Guilherme Martins (Xadrez), Ana Nogueira, João Oliveira, Ana Bordeniuc e Ana Guerra (Hóquei em Campo/Sala), Paulo e João Diamantino (Basquetebol), Paulo Alexandre Araújo (Basquetebol Adaptado), António Ferreira (Atletismo), estes são apenas alguns dos muitos mirandelenses que já vestiram a "Camisola das Quinas". Numa gala do desporto regional realizada dia 24 de agosto de 2013 no Auditório Municipal de Mirandela, foram distinguidos um total de 52 campeões regionais, nacionais e internacionais, assim como 17 de equipas nas mais variadas modalidades desportivas. Estes resultados desportivos e o facto de o município possuir cerca de 900 atletas federados distribuídos por 24 modalidades demonstra bem o peso que o desporto mirandelense tem no Nordeste Transmontano. [carece de fontes?]
[carece de fontes?]

## Transportes e acessos

### Acessos rodoviários
- A4 - liga Mirandela a Vila Real e ao Porto, para oeste e a Bragança e a Castela e Leão (Espanha), para este. Túnel do Marão.
- IP2 - liga Macedo de Cavaleiros à Guarda, passando por Torre de Moncorvo (Douro Superior) e a todo o sul do país.
- A24 - liga, indiretamente, Mirandela a Viseu, Coimbra, Braga, Lisboa e todo o sul do país.
- IC5 - liga, indirectamente, Mirandela a Miranda do Douro (Planalto Mirandês) e a Alfândega da Fé, Alijó e a Vila Real.
- EN213 - liga Mirandela a Valpaços, a Chaves e à Galiza (Espanha), para Norte e Vila Flor e Carrazeda de Ansiães, para Sul.
- Linha do Tua, praticamente extinta.

### Metro Ligeiro
- M Cachão ⇆ Carvalhais

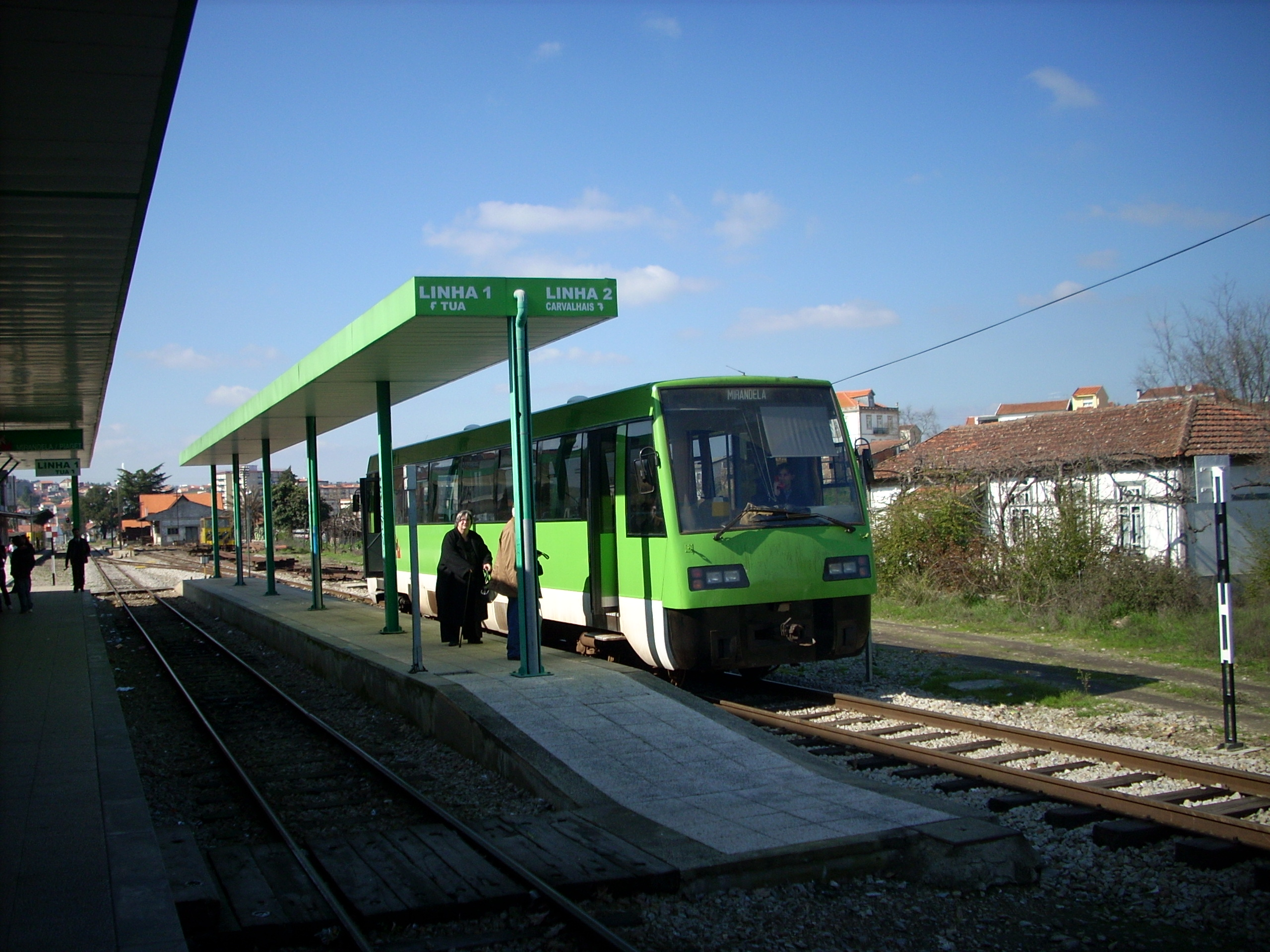
Metropolitano de Mirandela

O Metro Ligeiro de Mirandela foi inaugurado em 1995 e desativado em 2018. Utilizando um troço da Linha do Tua, após o seu abandono pela C.P., constava de um serviço de 4 km com seis estações/paragens.

### Transportes Urbanos
A Câmara Municipal de Mirandela disponibliza três circuitos urbanos para transporte coletivo de passageiros dentro da cidade:
- 1B Metro Piaget ↺ (via Vale de Cerdeira, Oficinas da Câmara) 16 circulações diárias
- 2B Metro Piaget ↺ (via Centro de Saúde, Oficinas da Câmara) 10 circulações diárias
- 2C Metro Piaget ↺ (via Metro Carvalhais) 4 circulações diárias

Este serviço mobiliza dois autocarros e opera aos dias úteis das 07:15 às 19:25.

## Equipamentos
- Bombeiros Voluntários de Mirandela
- Museu Municipal Armindo Teixeira Lopes

### Piscinas municipais
Em 2005 foram inauguradas as Piscinas municipais de Mirandela.

## Feriado municipal
O feriado municipal dá-se anualmente no dia 25 de Maio, celebrando a carta foral de Mirandela dada pelo rei dom Afonso III em 1250.

## Personalidades Ilustres
- Eurico Carrapatoso (1962 —), compositor
- Isaltino Morais (1949 —), jurista e político
- Rui Borges, ex-futebolista e atual treinador do Sporting Clube de Portugal
- Jesualdo Ferreira (1946 —), treinador de futebol
- João Sarmento Pimentel (1888 — 1987), militar, escritor e político
- Joaquim Trigo de Negreiros (1900 — 1973), jurista e político
- José Machado Vaz (1903 — 1973), engenheiro, político e ferroviário
- José Augusto Gama (1942 — 2000), jurista e político
- Luciano Cordeiro (1844 —1900), escritor, historiador, político e geógrafo
- Manuel António de Carvalho (1785 —1858), deputado ás Cortes, Ministro da Justiça e da Fazenda

## Geminações
- Orthez, França
- Maia, Portugal
- Batafá, Guiné Bissau

## Instituições
- Associação Humanitária de Bombeiros Voluntários e Cruz Vermelha de Mirandela, feita Comendador da Ordem do Mérito (então Ordem de Benemerência) em 28 de Agosto de 1930 e Membro-Honorário da Ordem do Infante D. Henrique em 4 de Maio de 1983.[8]
- Sport Clube de Mirandela

## Ligações Externas
- «Página oficial da Câmara Municipal de Mirandela»
- A Evolução da População do Distrito de Bragança de 1864 a 2011
- A Evolução da População Portuguesa de 1864 a 2011